# 4e étape du Tour d'Italie 2018
Pour un article plus général, voir Tour d'Italie 2018.
La 4e étape du Tour d'Italie 2018 se déroule le mardi 8 mai 2018, entre Catane et Caltagirone sur une distance de 198 km. Il s'agit d'une étape au profil accidenté qui est catégorisée comme étant de « moyenne difficulté ».

## Parcours
Le parcours a été rallongé de quelques kilomètres en début d'étape pour contourner un quartier en ville. La distance totale de la course dépasse les deux cents kilomètres.

## Déroulement de la course
Une échappée composée de Enrico Barbin (Bardiani-CSF), Marco Frapporti (Androni-Giocattoli), Jacopo Mosca (Wilier-Triestina), Maxim Belkov (Katusha-Alpecin) et Quentin Jauregui (AG2R La Mondiale) se forme après 25 km. Ils ont un maximum de quatre minutes d'avance. Enrico Barbin passe en tête aux deux côtes référencées de l'étape et conforte ainsi sa première place au classement de la montagne. L'écart se réduit lorsque le peloton est mené dans les côtes par les coureurs de l'équipe UAE Emirates. Ces derniers abandonnent cependant rapidement leur poursuite et laissent l'équipe BMC, appuyée ensuite par Svein Tuft pour Mitchelton-Scott, reprendre la tête du peloton. Les échappés sont repris à quinze kilomètres de l'arrivée.
Enrico Zardini (Wilier Triestina) et Valerio Conti (UAE Emirates) sortent alors du peloton. Conti part ensuite seul, Zardini ne parvenant pas à suivre. Les Lotto Fix All se mettent en tête pour éviter des attaques juste avant la montée finale. Dans les derniers hectomètres, Enrico Battaglin (Lotto NL-Jumbo) attaque pour la victoire, mais Tim Wellens (Lotto-Fix All) le rattrape suivi par Michael Woods (EF Education First-Drapac).
Rohan Dennis et Tom Dumoulin, classés dans un deuxième groupe à 4 secondes de Wellens, gardent les deux premières places du classement général. Christopher Froome (Sky), à 21 secondes, perd à nouveau du temps.

## Résultats

### Classement de l'étape
| \| Classement de l'étape \| Classement de l'étape \| Classement de l'étape \| Classement de l'étape \| Classement de l'étape \| \| Coureur \| Coureur \| Pays \| Équipe \| Temps \| \| --------------------- \| --------------------- \| --------------------- \| ------------------------- \| --------------------- \| \| 1er \| Tim Wellens \| Belgique \| Lotto-Soudal \| 5 h 17 min 34 s \| \| 2e \| Michael Woods \| Canada \| EF Education First-Drapac \| + 0 s \| \| 3e \| Enrico Battaglin \| Italie \| LottoNL-Jumbo \| + 0 s \| \| 4e \| Simon Yates \| Royaume-Uni \| Mitchelton-Scott \| + 0 s \| \| 5e \| Davide Formolo \| Italie \| Bora-Hansgrohe \| + 0 s \| \| 6e \| Roman Kreuziger \| Tchéquie \| Mitchelton-Scott \| + 4 s \| \| 7e \| Patrick Konrad \| Autriche \| Bora-Hansgrohe \| + 4 s \| \| 8e \| Luis León Sánchez \| Espagne \| Astana \| + 4 s \| \| 9e \| Domenico Pozzovivo \| Italie \| Bahrain-Merida \| + 4 s \| \| 10e \| Esteban Chaves \| Colombie \| Mitchelton-Scott \| + 4 s \| |                    |             |                           |                 |
| |                    |             |                           |                 |
| Source : ProCyclingStats |                    |             |                           |                 |
| Classement de l'étape |                    |             |                           |                 |
| Coureur | Coureur            | Pays        | Équipe                    | Temps           |
| 1er | Tim Wellens        | Belgique    | Lotto-Soudal              | 5 h 17 min 34 s |
| 2e | Michael Woods      | Canada      | EF Education First-Drapac | + 0 s           |
| 3e | Enrico Battaglin   | Italie      | LottoNL-Jumbo             | + 0 s           |
| 4e | Simon Yates        | Royaume-Uni | Mitchelton-Scott          | + 0 s           |
| 5e | Davide Formolo     | Italie      | Bora-Hansgrohe            | + 0 s           |
| 6e | Roman Kreuziger    | Tchéquie    | Mitchelton-Scott          | + 4 s           |
| 7e | Patrick Konrad     | Autriche    | Bora-Hansgrohe            | + 4 s           |
| 8e | Luis León Sánchez  | Espagne     | Astana                    | + 4 s           |
| 9e | Domenico Pozzovivo | Italie      | Bahrain-Merida            | + 4 s           |
| 10e | Esteban Chaves     | Colombie    | Mitchelton-Scott          | + 4 s           |

### Points attribués
|   | Cycliste         | Pays   | Équipe                        | Points |
| - | ---------------- | ------ | ----------------------------- | ------ |
| 1 | Marco Frapporti  | Italie | Androni Giocattoli-Sidermec   | 10     |
| 2 | Jacopo Mosca     | Italie | Wilier Triestina-Selle Italia | 6      |
| 3 | Maxim Belkov     | Russie | Katusha-Alpecin               | 3      |
| 4 | Enrico Barbin    | Italie | Bardiani CSF                  | 2      |
| 5 | Quentin Jauregui | France | AG2R La Mondiale              | 1      |

|   | Cycliste         | Pays   | Équipe                        | Points | Bonif |
| - | ---------------- | ------ | ----------------------------- | ------ | ----- |
| 1 | Jacopo Mosca     | Italie | Wilier Triestina-Selle Italia | 10     | 3 s   |
| 2 | Marco Frapporti  | Italie | Androni Giocattoli-Sidermec   | 6      | 2 s   |
| 3 | Maxim Belkov     | Russie | Katusha-Alpecin               | 3      | 1 s   |
| 4 | Quentin Jauregui | France | AG2R La Mondiale              | 2      |       |
| 5 | Enrico Barbin    | Italie | Bardiani CSF                  | 1      |       |

| - Sprint final de Caltagirone (km 202) : \| \| Cycliste \| Pays \| Équipe \| Points \| Bonif \| \| -- \| ------------------ \| ----------- \| ------------------------- \| ------ \| ----- \| \| 1 \| Tim Wellens \| Belgique \| Lotto Fix All \| 25 \| 10 s \| \| 2 \| Michael Woods \| Canada \| EF Education First-Drapac \| 18 \| 6 s \| \| 3 \| Enrico Battaglin \| Italie \| Lotto NL-Jumbo \| 12 \| 4 s \| \| 4 \| Simon Yates \| Royaume-Uni \| Mitchelton-Scott \| 8 \| \| \| 5 \| Davide Formolo \| Italie \| Bora-Hansgrohe \| 6 \| \| \| 6 \| Roman Kreuziger \| Tchéquie \| Mitchelton-Scott \| 5 \| \| \| 7 \| Patrick Konrad \| Autriche \| Bora-Hansgrohe \| 4 \| \| \| 8 \| Luis León Sánchez \| Espagne \| Astana \| 3 \| \| \| 9 \| Domenico Pozzovivo \| Italie \| Bahrain-Merida \| 2 \| \| \| 10 \| Esteban Chaves \| Colombie \| Mitchelton-Scott \| 1 \| \| |                    |             |                           |        |       |
| | Cycliste           | Pays        | Équipe                    | Points | Bonif |
| 1 | Tim Wellens        | Belgique    | Lotto Fix All             | 25     | 10 s  |
| 2 | Michael Woods      | Canada      | EF Education First-Drapac | 18     | 6 s   |
| 3 | Enrico Battaglin   | Italie      | Lotto NL-Jumbo            | 12     | 4 s   |
| 4 | Simon Yates        | Royaume-Uni | Mitchelton-Scott          | 8      |       |
| 5 | Davide Formolo     | Italie      | Bora-Hansgrohe            | 6      |       |
| 6 | Roman Kreuziger    | Tchéquie    | Mitchelton-Scott          | 5      |       |
| 7 | Patrick Konrad     | Autriche    | Bora-Hansgrohe            | 4      |       |
| 8 | Luis León Sánchez  | Espagne     | Astana                    | 3      |       |
| 9 | Domenico Pozzovivo | Italie      | Bahrain-Merida            | 2      |       |
| 10 | Esteban Chaves     | Colombie    | Mitchelton-Scott          | 1      |       |

### Cols et côtes
|   | Cycliste        | Pays   | Équipe                        | Points |
| - | --------------- | ------ | ----------------------------- | ------ |
| 1 | Enrico Barbin   | Italie | Bardiani CSF                  | 3      |
| 2 | Marco Frapporti | Italie | Androni Giocattoli-Sidermec   | 2      |
| 3 | Jacopo Mosca    | Italie | Wilier Triestina-Selle Italia | 1      |

|   | Cycliste        | Pays   | Équipe                        | Points |
| - | --------------- | ------ | ----------------------------- | ------ |
| 1 | Enrico Barbin   | Italie | Bardiani CSF                  | 3      |
| 2 | Marco Frapporti | Italie | Androni Giocattoli-Sidermec   | 2      |
| 3 | Jacopo Mosca    | Italie | Wilier Triestina-Selle Italia | 1      |

## Classements à l'issue de l'étape

### Classement général
| \| Classement général \| Classement général \| Classement général \| Classement général \| Classement général \| \| Coureur \| Coureur \| Pays \| Équipe \| Temps \| \| ------------------ \| --------------------- \| ------------------ \| ------------------ \| ------------------ \| \| 1er \| Rohan Dennis \| Australie \| BMC Racing Team \| 14 h 23 min 08 s \| \| 2e \| Tom Dumoulin \| Pays-Bas \| Team Sunweb \| + 1 s \| \| 3e \| Simon Yates \| Royaume-Uni \| Mitchelton-Scott \| + 17 s \| \| 4e \| Tim Wellens \| Belgique \| Lotto-Soudal \| + 19 s \| \| 5e \| Pello Bilbao \| Espagne \| Astana \| + 25 s \| \| 6e \| Maximilian Schachmann \| Allemagne \| Quick-Step Floors \| + 28 s \| \| 7e \| Domenico Pozzovivo \| Italie \| Bahrain-Merida \| + 28 s \| \| 8e \| Thibaut Pinot \| France \| Groupama-FDJ \| + 34 s \| \| 9e \| Patrick Konrad \| Autriche \| Bora-Hansgrohe \| + 35 s \| \| 10e \| Carlos Betancur \| Colombie \| Movistar Team \| + 35 s \| |                       |             |                   |                  |
| |                       |             |                   |                  |
| Source : ProCyclingStats |                       |             |                   |                  |
| Classement général |                       |             |                   |                  |
| Coureur | Coureur               | Pays        | Équipe            | Temps            |
| 1er | Rohan Dennis          | Australie   | BMC Racing Team   | 14 h 23 min 08 s |
| 2e | Tom Dumoulin          | Pays-Bas    | Team Sunweb       | + 1 s            |
| 3e | Simon Yates           | Royaume-Uni | Mitchelton-Scott  | + 17 s           |
| 4e | Tim Wellens           | Belgique    | Lotto-Soudal      | + 19 s           |
| 5e | Pello Bilbao          | Espagne     | Astana            | + 25 s           |
| 6e | Maximilian Schachmann | Allemagne   | Quick-Step Floors | + 28 s           |
| 7e | Domenico Pozzovivo    | Italie      | Bahrain-Merida    | + 28 s           |
| 8e | Thibaut Pinot         | France      | Groupama-FDJ      | + 34 s           |
| 9e | Patrick Konrad        | Autriche    | Bora-Hansgrohe    | + 35 s           |
| 10e | Carlos Betancur       | Colombie    | Movistar Team     | + 35 s           |

### Classement du meilleur jeune
| Classement du meilleur jeune | Classement du meilleur jeune | Classement du meilleur jeune | Classement du meilleur jeune | Classement du meilleur jeune |
| Coureur                      | Coureur                      | Pays                         | Équipe                       | Temps                        |
| ---------------------------- | ---------------------------- | ---------------------------- | ---------------------------- | ---------------------------- |
| 1er                          | Maximilian Schachmann        | Allemagne                    | Quick-Step Floors            | 14 h 23 min 36 s             |
| 2e                           | Valerio Conti                | Italie                       | UAE Team Emirates            | + 25 s                       |
| 3e                           | Sam Oomen                    | Pays-Bas                     | Team Sunweb                  | + 32 s                       |
| 4e                           | Ben O'Connor                 | Australie                    | Dimension Data               | + 39 s                       |
| 5e                           | Richard Carapaz              | Équateur                     | Movistar Team                | + 40 s                       |
| 6e                           | Miguel Ángel López           | Colombie                     | Astana                       | + 46 s                       |
| 7e                           | Felix Großschartner          | Autriche                     | Bora-Hansgrohe               | + 49 s                       |
| 8e                           | Mads Würtz Schmidt           | Danemark                     | Katusha-Alpecin              | + 1 min 07 s                 |
| 9e                           | Fausto Masnada               | Italie                       | Androni Giocattoli-Sidermec  | + 1 min 18 s                 |
| 10e                          | Krists Neilands              | Lettonie                     | Israel Cycling Academy       | + 2 min 18 s                 |

### Classement aux points
| Classement par points | Classement par points | Classement par points | Classement par points         | Classement par points |
| Coureur               | Coureur               | Pays                  | Équipe                        | Points                |
| --------------------- | --------------------- | --------------------- | ----------------------------- | --------------------- |
| 1er                   | Elia Viviani          | Italie                | Quick-Step Floors             | 130 pts               |
| 2e                    | Sacha Modolo          | Italie                | EF Education First-Drapac     | 55 pts                |
| 3e                    | Jakub Mareczko        | Italie                | Wilier Triestina-Selle Italia | 53 pts                |
| 4e                    | Sam Bennett           | Irlande               | Bora-Hansgrohe                | 50 pts                |
| 5e                    | Guillaume Boivin      | Canada                | Israel Cycling Academy        | 48 pts                |
| 6e                    | Marco Frapporti       | Italie                | Androni Giocattoli-Sidermec   | 40 pts                |
| 7e                    | Rohan Dennis          | Australie             | BMC Racing Team               | 32 pts                |
| 8e                    | Tim Wellens           | Belgique              | Lotto-Soudal                  | 25 pts                |
| 9e                    | Davide Ballerini      | Italie                | Androni Giocattoli-Sidermec   | 20 pts                |
| 10e                   | Michael Woods         | Canada                | EF Education First-Drapac     | 20 pts                |

### Classement du meilleur grimpeur
| Classement de la montagne | Classement de la montagne | Classement de la montagne | Classement de la montagne     | Classement de la montagne |
| Coureur                   | Coureur                   | Pays                      | Équipe                        | Points                    |
| ------------------------- | ------------------------- | ------------------------- | ----------------------------- | ------------------------- |
| 1er                       | Enrico Barbin             | Italie                    | Bardiani CSF                  | 11 pts                    |
| 2e                        | Marco Frapporti           | Italie                    | Androni Giocattoli-Sidermec   | 7 pts                     |
| 3e                        | Guillaume Boivin          | Canada                    | Israel Cycling Academy        | 3 pts                     |
| 4e                        | Jacopo Mosca              | Italie                    | Wilier Triestina-Selle Italia | 2 pts                     |
| 5e                        | Davide Ballerini          | Italie                    | Androni Giocattoli-Sidermec   | 1 pt                      |

### Classements par équipes
| Classement par équipes | Classement par équipes      | Classement par équipes | Classement par équipes |
| Équipe                 | Équipe                      | Pays                   | Temps                  |
| ---------------------- | --------------------------- | ---------------------- | ---------------------- |
| 1re                    | Mitchelton-Scott            | Australie              | 43 h 11 min 24 s       |
| 2e                     | Astana                      | Kazakhstan             | + 0 s                  |
| 3e                     | Bora-Hansgrohe              | Allemagne              | + 16 s                 |
| 4e                     | Movistar Team               | Espagne                | + 18 s                 |
| 5e                     | UAE Team Emirates           | Émirats arabes unis    | + 23 s                 |
| 6e                     | Sky                         | Royaume-Uni            | + 45 s                 |
| 7e                     | Groupama-FDJ                | France                 | + 49 s                 |
| 8e                     | Katusha-Alpecin             | Suisse                 | + 57 s                 |
| 9e                     | Team Sunweb                 | Allemagne              | + 1 min 07 s           |
| 10e                    | Androni Giocattoli-Sidermec | Italie                 | + 1 min 50 s           |

| Classement par équipes | Classement par équipes      | Classement par équipes | Classement par équipes |
| Équipe                 | Équipe                      | Pays                   | Temps                  |
| ---------------------- | --------------------------- | ---------------------- | ---------------------- |
| 1re                    | Mitchelton-Scott            | Australie              | 43 h 11 min 24 s       |
| 2e                     | Astana                      | Kazakhstan             | + 0 s                  |
| 3e                     | Bora-Hansgrohe              | Allemagne              | + 16 s                 |
| 4e                     | Movistar Team               | Espagne                | + 18 s                 |
| 5e                     | UAE Team Emirates           | Émirats arabes unis    | + 23 s                 |
| 6e                     | Sky                         | Royaume-Uni            | + 45 s                 |
| 7e                     | Groupama-FDJ                | France                 | + 49 s                 |
| 8e                     | Katusha-Alpecin             | Suisse                 | + 57 s                 |
| 9e                     | Team Sunweb                 | Allemagne              | + 1 min 07 s           |
| 10e                    | Androni Giocattoli-Sidermec | Italie                 | + 1 min 50 s           |

| Classement par équipes aux points | Classement par équipes aux points | Classement par équipes aux points | Classement par équipes aux points |
| Équipe                            | Équipe                            | Pays                              | Points                            |
| --------------------------------- | --------------------------------- | --------------------------------- | --------------------------------- |

| Classement par équipes aux points | Classement par équipes aux points | Classement par équipes aux points | Classement par équipes aux points |
| Équipe                            | Équipe                            | Pays                              | Points                            |
| --------------------------------- | --------------------------------- | --------------------------------- | --------------------------------- |

## Abandons
- 54 -  Andrea Guardini (Bardiani CSF) : abandon au km 120.